# Riforma - L'Eco delle Valli Valdesi
Riforma - L'Eco delle Valli Valdesi è un settimanale italiano pubblicato dal 1993, espressione di alcune comunità protestanti in Italia.

## Storia
Nel novembre 1990, durante la prima sessione di lavori congiunti dell'Assemblea dell'Unione cristiana evangelica battista d'Italia e del Sinodo delle Chiese metodiste e valdesi, venne discussa l'opportunità di realizzare un periodico comune. Si avviò così il progetto di unificazione del settimanale L'Eco delle Valli Valdesi/La Luce (sorto nel 1962 dall'accorpamento de L'Eco delle Valli Valdesi e La Luce, pubblicati rispettivamente dal 1848 e 1908 quale espressione del valdismo e, dal 1975, anche del metodismo italiani) e del mensile Il Testimonio (nato nel 1884 in seno alla comunità battista in Italia). Il 21 agosto 1992 venne creato un numero pilota, cui ne fecero seguito altri nel corso dell'anno, fino all'avvio della pubblicazione effettiva nel gennaio 1993.
Nell'autunno 2014, in collaborazione con Radio Beckwith Evangelica e l'agenzia di stampa "Nev - Notizie evangeliche", il progetto editoriale venne articolato in quattro prodotti: oltre al settimanale cartaceo anche il sito internet, una newsletter quotidiana ed il supplemento mensile L'Eco delle Valli Valdesi. Nel 2018 il settimanale diventò media partner del "Premio Roberto Morrione per il giornalismo investigativo", promosso dalla Rai.

## Linea editoriale
Il settimanale ha lo scopo di diffondere le voci delle comunità battista, metodista e valdese in Italia. Gli argomenti curati sono di tipo spirituale e di attualità, trattando la vita delle chiese a livello locale, nazionale ed internazionale.

## Direttori
- Giorgio Gardiol (1993-1996)[13]
- Eugenio Bernardini (1996-2003)[14]
- Giuseppe Platone (2003-2010)[15]
- Luca Maria Negro (2010-2016)[16]
- Alberto Corsani (2016-)[17]

## Collaboratori
Tra gli autori di articoli che – nel tempo – hanno contribuito alla rivista vi sono i teologi Enrico Benedetto, Fulvio Ferrario, Daniele Garrone e Paolo Ricca.